# 在原竹広
在原 竹広（ありはら たけひろ、1976年 - ）は日本のライトノベル作家。千葉県生まれ。2003年、『桜色BUMP』でデビューを果たす。

## 作品リスト

### ライトノベル
- Sakura in Pale Rose Bumpシリーズ
  - 桜色BUMP（電撃文庫、メディアワークス）
  - 桜色BUMP II（電撃文庫、メディアワークス）
  - 腐敗の王（電撃文庫、メディアワークス）
  - 隣人（電撃文庫、メディアワークス
- TAKE FIVE（電撃文庫、メディアワークス）
- TAKE FIVE2（電撃文庫、メディアワークス）
- 時の魔法と烏羽玉の夜（電撃文庫、メディアワークス）
- ブライトレッド・レベル（HJ文庫、ホビージャパン）
- ようこそ無目的室へ!（HJ文庫、ホビージャパン）
- アウトスタンディングス -常識ハズレな奴ら- (HJ文庫、ホビージャパン)
- 一騎当戦ウィルドライヴ（HJ文庫、ホビージャパン）
- 押しかけ軍師と獅子の戦乙女（HJ文庫、ホビージャパン）
- 押しかけ軍師と獅子の戦乙女2（HJ文庫、ホビージャパン）